# Fałszywa dwunastka
Fałszywa dwunastka (ang. Cheaper by the Dozen) – amerykański film komediowy z 2003 roku, opowiadający o rodzinie posiadającej 12 dzieci, oparty na autobiograficznej książce jednego z pionierów nauk o zarządzaniu Franka Bunkera Gilbretha. Film wyreżyserował Shawn Levy.

## Fabuła
Małżeństwo Bakerów i ich jedenaścioro dzieci (Nora - najstarsze z nich wyprowadziła się od rodziców do swojego chłopaka) mieszka w miasteczku Midland w stanie Indiana. Kiedy Tom dostaje propozycję pracy na stanowisku trenera futbolu amerykańskiego wyprowadza się wraz z rodziną do Chicago. Nowa sytuacja nie podoba się dzieciom Bakerów. Kate wydaje książkę i dowiaduje się, że poprzez trasę, która ma tę książkę promować nie będzie jej w domu przez dwa tygodnie. Teraz Tom musi podołać obydwóm ciężkim zadaniom - zapanowaniem nad energiczną gromadą dzieci oraz przeprowadzaniem treningów swojej drużyny.

## Obsada
- Steve Martin – Tom Baker
- Bonnie Hunt – Kate Baker
- Piper Perabo – Nora Baker
- Tom Welling – Charlie Baker
- Hilary Duff – Lorraine Baker
- Kevin G. Schmidt – Henry Baker
- Alyson Stoner – Sarah Baker
- Jacob Smith – Jake Baker
- Forrest Landis – Mark Baker
- Lilianna Mumy – Jessica Baker
- Morgan York – Kim Baker
- Blake Woodruff – Mike Baker
- Shane Kinsman – Kyle Baker
- Brent Kinsman – Nigel Baker
- Jared Padalecki – Bully
- Cody Linley – Quinn

## Wersja polska
Opracowanie i udźwiękowienie wersji polskiej: Studio Sonica

Reżyseria: Miriam Aleksandrowicz

Dialogi polskie: Dariusz Dunowski

Asystent reżysera: Beata Aleksandra Kawka

Dźwięk: György Fék, Jacek Osławski

Montaż: Agnieszka Stankowska, Ilona Czech

Organizacja produkcji: Elżbieta Kręciejewska

Udział wzięli:
- Zbigniew Zamachowski – Tom
- Małgorzata Zajączkowska – Kate
- Dominika Ostałowska – Nora
- Maciej Zakościelny – Charlie
- Joanna Kudelska – Lorraine
- Jonasz Tołopiło – Henry
- Franciszek Rudziński – Jake
- Julia Jędrzejewska – Sara
- Franciszek Przybylski – Mark
- Agata Paszkowska – Jessica
- Karolina Frączak – Kim
- Kajetan Lewandowski – Mike
- Wit Apostolakis-Gluziński – Nigel i Kyle
- Anna Apostolakis – Diana Philips
- Jan Aleksandrowicz – Hank

oraz
- Elżbieta Jędrzejewska
- Karina Szafrańska
- Janusz Bukowski
- Paweł Szczesny
- Janusz Wituch
- Mariusz Oborski
- Grzegorz Kurc
- Filip Przybylski

## Box office
| Świat | US$ 190 212 113 |